# 水口町八田
水口町八田（みなくちちょうはった）は、滋賀県甲賀市にある地名。

## 地理
甲賀市水口町の北西端に位置し、東・南は水口町春日、西は湖南市岩根・湖南市下田、北は蒲生郡竜王町山之上に接する。東から西に滋賀県道165号春日竜王線、水口町伴中山方面から市道北脇・八田幹線が通じる。1994年から湖南市下田との境に八田サテライトパーク（工業団地）が造成された。

## 歴史
八田の地名は1265年に近江南部文書にあり、当時は京都祇園感神院（現在の八坂神社）領であった。1585年の水口岡山城築城時にその支配下に入ったと考えられ、1595年に国領氏の知行所となり、江戸時代は同士領であった。江戸時代後期、農家の副業として八田焼（陶器）が始まった。八田焼は平成に入り中断し、復興が図られている。

## 世帯数と人口
2019年（令和元年）9月30日現在の世帯数と人口は以下の通りである。
| 町丁       | 世帯数 | 人口  |
| ---------- | ------ | ----- |
| 水口町八田 | 83世帯 | 240人 |

## 学区
市立小・中学校に通う場合、学区は以下の通りとなる。
| 番・番地等 | 小学校             | 中学校             |
| ---------- | ------------------ | ------------------ |
| 全域       | 甲賀市立伴谷小学校 | 甲賀市立水口中学校 |

## 交通
- 滋賀県道165号春日竜王線
- 市道北脇・八田幹線

## 施設

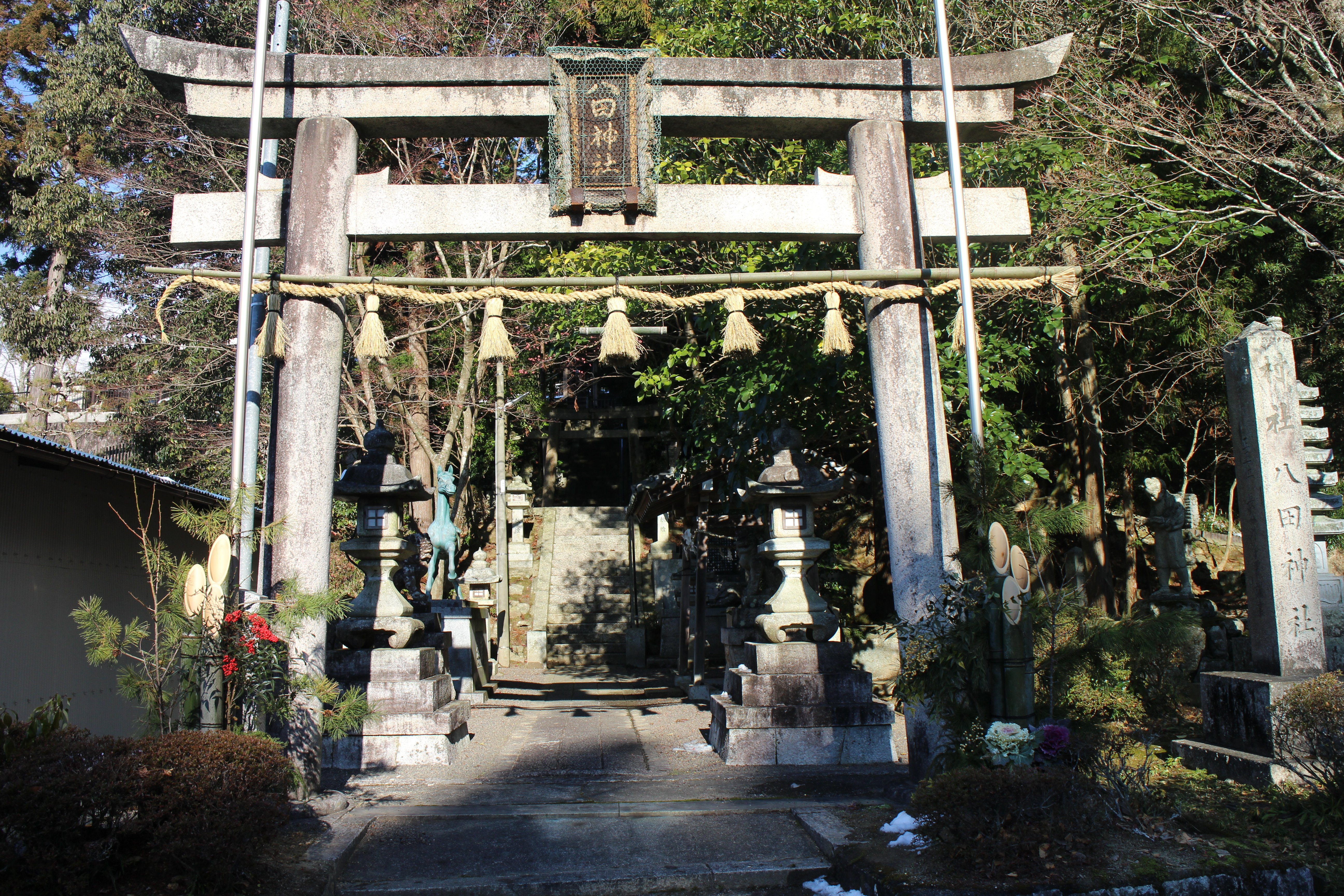
八田神社

- 八田公民館
- 八田神社
- 西栄寺

## その他

### 日本郵便
- 郵便番号 : 528-0066[3]（集配局：水口郵便局[7]）